# 셰리 르네 스캇

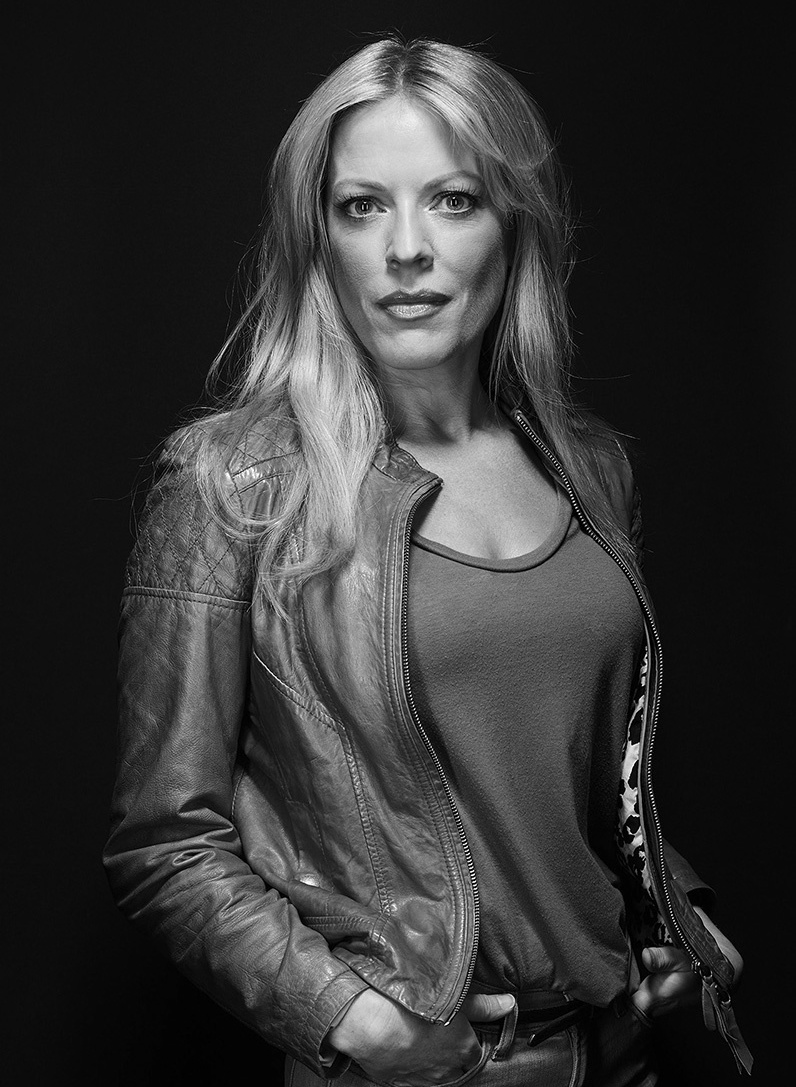

셰리 르네 스캇(Sherie Rene Scott, 1967년 2월 8일 ~ )은 미국의 배우, 연극 배우, 영화배우, 성우이다.
켄터키주에서 태어났다.

## 영화
- 더 라스트 파이브 이어즈 (2014년)
- P.S 아이 러브 유 (2007년)
- 힙합 X (2003년)
- 귀여운 악녀 (1996년)